# Selenipedium steyermarkii
Selenipedium steyermarkii är en orkidéart som beskrevs av Ernesto Foldats. Selenipedium steyermarkii ingår i släktet Selenipedium och familjen orkidéer. Inga underarter finns listade i Catalogue of Life.